# New York World-Telegram

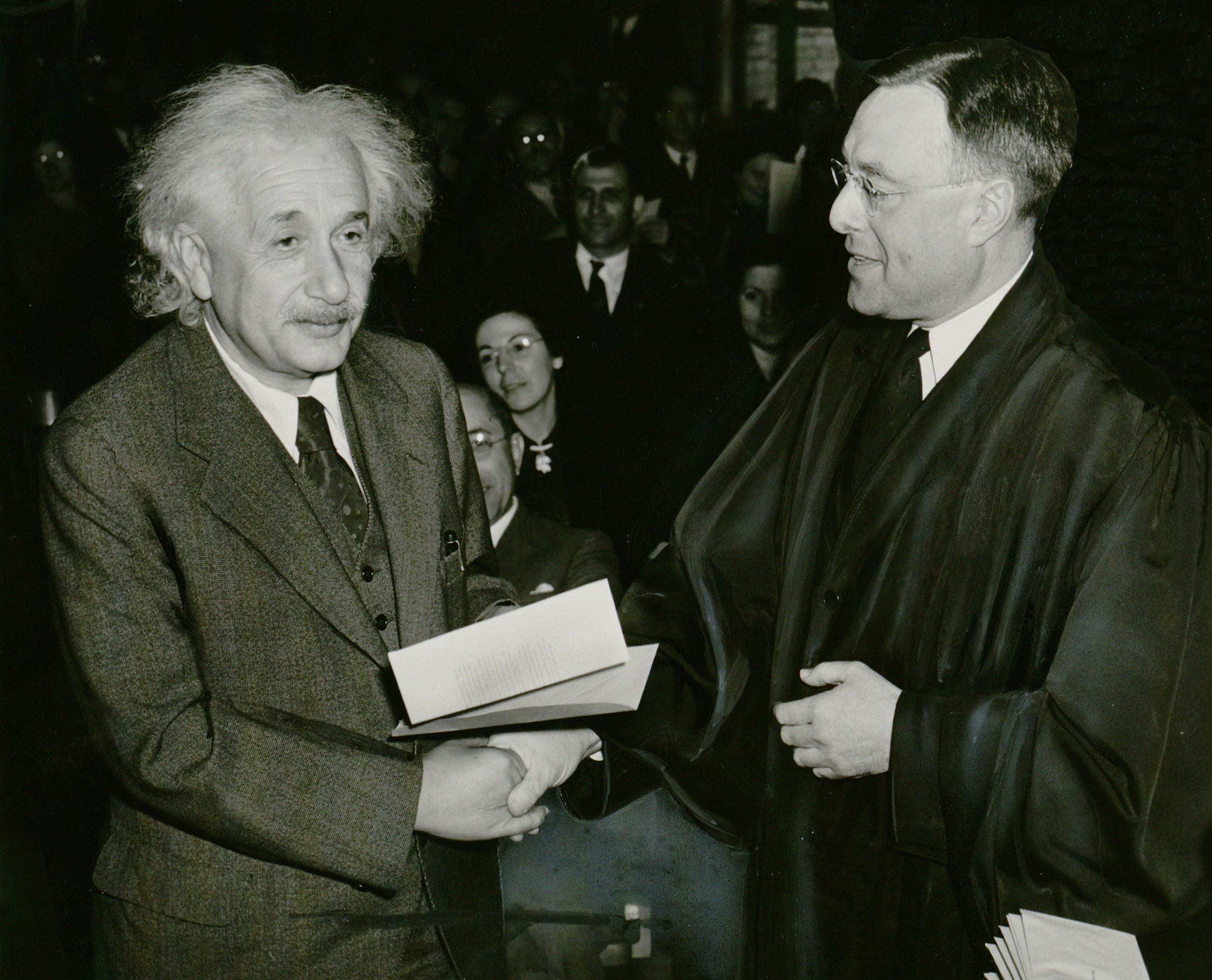
Einstein aceitando a cidadania americana, em 1940.

New York World-Telegram, mais tarde conhecido como New York World-Telegram and Sun foi um jornal da cidade de Nova Iorque publicado entre 1931 e 1966.

## História
A World-Telegram foi criada em 1931, após a venda do New York World pelos herdeiros de Joseph Pulitzer para Scripps Howard, proprietários do Evening Telegram desde 1927. (O Telegram foi originalmente fundada em 1867 por James Gordon Bennett, Jr., editor da manhã New York Herald.) Mais de 2.000 funcionários das edições da noite e manhã, e domingo do Mundial perderam seus empregos na fusão, embora alguns escritores, como Heywood Broun e Westbrook Pegler, foram mantidos no novo jornal.